# Atelopus halihelos
Atelopus halihelos is een kikker uit de familie padden (Bufonidae) en het geslacht klompvoetkikkers (Atelopus). De soort werd voor het eerst wetenschappelijk beschreven door James A. Peters in 1973.
Atelopus halihelos leeft in delen van Zuid-Amerika en komt endemisch voor in Ecuador. De kikker is bekend van een hoogte van ongeveer 1875 meter boven zeeniveau. De soort komt in een relatief klein gebied voor en is hierdoor kwetsbaar. Door de internationale natuurbeschermingsorganisatie IUCN wordt de soort beschouwd als 'Kritiek'.
Atelopus halihelos is een bewoner van hoger gelegen vochtige bergbossen.